# Alexis Bœuf
Pour les articles homonymes, voir Bœuf.
Alexis Bœuf, né le 4 mars 1986 à Chambéry, est un biathlète et un fondeur français faisant partie du club des Douanes La Féclaz. Actif de 2006 à 2014, il compte une victoire en Coupe du monde de biathlon. Il est aujourd'hui commentateur de la Coupe du monde de biathlon sur la chaîne l'Équipe.

## Biographie
Sa carrière chez les juniors est marquée par son titre mondial en relais en 2006 à Presque Isle. Il lance le relais français lors de l'épreuve et devient champion du monde juniors lorsque Vincent Jay, le dernier relayeur français, franchit la ligne d'arrivée avec près de 10 secondes d'avance sur le relais russe.
Devenant membre de l'équipe de France, il obtient son premier podium individuel en Coupe du monde le 21 janvier 2010 en terminant troisième de l'individuel d'Antholz. Il ne participe pas aux épreuves de biathlon des Jeux olympiques mais il est remplaçant au sein de l'équipe de France.
Un an plus tard, il remporte sa première course de coupe du monde le 6 février 2011 en terminant premier de la poursuite à Presque Isle, sur le même site où il a été champion du monde juniors en 2006. Neuvième du sprint disputé deux jours auparavant, il prend le départ de l'épreuve avec près d'une minute 15 secondes de retard sur Arnd Peiffer. Il remonte l'ensemble des concurrents et, malgré deux fautes au tir, remporte l'épreuve avec 10 secondes d'avance sur Ivan Tcherezov. Il devient ainsi le septième Français à remporter une épreuve de coupe du monde.
Il dispute une épreuve de coupe du monde de ski de fond à Davos, en sprint style libre. Il est sélectionné pour disputer les championnats du monde de ski nordique 2011 d'Oslo, toujours sur la discipline du sprint. Ne se fixant pas définitivement sur une discipline, il déclare : « Je n'ai jamais choisi entre les deux disciplines. Pour moi, je fais du ski. Que ce soit avec une carabine ou pas. ». Il est éliminé dès les qualifications du sprint avec le trente-cinquième temps des engagés. Quelques jours plus tard, il remporte la médaille de bronze du relais mixte des championnats du monde de biathlon.
Il n'arrive pas à retrouver le podium en 2011-2012. Lors des championnats du monde 2012, il décroche une neuvième place en sprint avant d'être le lendemain dix-huitième de la poursuite. 52e de l'Individuel à plus de 4 minutes du vainqueur Jakov Fak, il est le troisième relayeur lors de l'épreuve du relais masculin. Prenant son relais en tête de la course, la France l'est également au sortir de son relais et se classe finalement deuxième.
87e du sprint d'Hochfilzen, deuxième étape de la Coupe du monde de biathlon 2014-2015, il annonce après cette épreuve qu'il arrête sa carrière.
La chaîne de télévision L'Équipe 21 retransmet en direct à partir de l'édition 2015-2016 l'intégralité de la Coupe du monde de biathlon. Alexis Bœuf, ainsi que Gilles Marguet et Florence Baverel-Robert sont recrutés comme consultants pour assurer les commentaires des épreuves en compagnie d'Anne-Sophie Bernadi.

## Palmarès

### Jeux olympiques d'hiver
| Épreuve / Édition | Sotchi 2014 |
| Sprint            | -           |
| Poursuite         | -           |
| Individuel        | 82e         |
| Mass start        | -           |
| Relais            | 8e          |
| Relais mixte      | -           |

### Championnats du monde de biathlon
| Épreuve / Édition               | Khanty-Mansiïsk 2011 | Ruhpolding 2012 | Nove Mesto 2013 |
| Sprint 10 km                    | 70e                  | 9e              | 6e              |
| Poursuite 12,5 km               | (non qualifié)       | 18e             | 8e              |
| Mass start 15 km                | (non qualifié)       | 15e             | 28e             |
| Individuel 20 km                | abandon              | 52e             | 27e             |
| Relais 4 × 7,5 km               | 12e                  | Argent          | Argent          |
| Relais 2 × 6 + 2 × 7,5 km mixte | Bronze               | —               | Argent          |

### Championnats du monde de ski nordique
| Épreuve / Édition | Épreuve / Édition | Oslo 2011 |
| Poursuite 30 km   | Poursuite 30 km   | —         |
| Sprint individuel | Sprint individuel | 35e       |
| Sprint par équipe | Sprint par équipe | —         |
| 15 km classique   | 15 km classique   | —         |
| 50 km libre       | 50 km libre       | —         |
| Relais 4 × 10 km  | Relais 4 × 10 km  | —         |

### Coupe du monde de biathlon
- Meilleur classement général : 17e en 2013.
- 4 podiums individuels, dont 1 victoire.
- 12 podiums en relais, dont 3 victoires.

| Année     | Classement général final |
| 2007-2008 | 76e                      |
| 2008-2009 | 82e                      |
| 2009-2010 | 53e                      |
| 2010-2011 | 18e                      |
| 2011-2012 | 23e                      |
| 2012-2013 | 17e                      |
| 2013-2014 | 40e                      |

#### Détail des victoires
| Édition / Épreuve | Sprint | Poursuite    | Individuel | Mass start | Total |
| 2010-2011         |        | Presque Isle |            |            | 1     |
| Total             | 0      | 1            | 0          | 0          | 1     |